# Ludwig Beck (Abt)

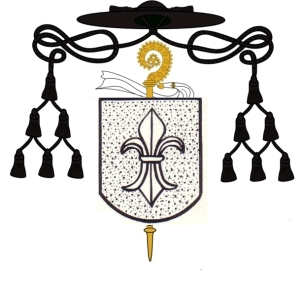
Das Wappen des Abtes Ludwig Beck

Ludwig Beck (bürgerlicher Name Johannes Heinrich Beck; * 20. Mai 1728 wohl in Hammelburg; † 4. Februar 1794 in Münsterschwarzach) war von 1773 bis 1794 Abt des Benediktinerklosters in Münsterschwarzach. Zuvor hatte er von 1760 bis 1773 Professuren für Kirchenrecht an der Universität Fulda inne. 

## Münsterschwarzach vor Beck
Die Abtei Münsterschwarzach war vor dem Amtsantritt des Ludwig Beck eine der reicheren, fränkischen Abteien. Möglich gemacht hatten dies die guten Erntejahre des frühen 18. Jahrhunderts. Mit dem wachsenden Wohlstand gingen auch bauliche Erneuerungen der Klostergebäude einher. Von 1727 bis 1743 wurde die Abteikirche durch Balthasar Neumann neu errichtet. Gleichzeitig wollten auch die Herren des Klosters, die Würzburger Fürstbischöfe mehr Einfluss über die Abtei erlangen.
Unter Becks direktem Vorgänger Dominicus Otto blühte die klostereigene Hochschule weiter auf. Ihr Theologiestudium war bereits im 17. Jahrhundert von der Universität Würzburg anerkannt worden und ließ viele Professen nach Münsterschwarzach reisen. Insgesamt allerdings war das monastische Leben bereits vom Untergang bedroht: Der einsetzenden Aufklärung waren die Klöster als Orte der alten, absolutistischen Ordnung suspekt. Bereits zu Beginn des 18. Jahrhunderts tauchten erste Säkularisationspläne für die deutschen Abteien und Klöster auf.

## Leben

### Frühe Jahre
Ludwig Beck wurde am 20. Mai 1728 in einem Ort des späteren Hochstifts Fulda, wohl Hammelburg, geboren. Sein Taufname lautete Johannes Heinrich Beck. Seine Eltern waren angesehene Bürger im Ort: Vater Johann Adam Beck war fürstlicher Gärtner am fuldischen Hof, gleichzeitig nahm er das Amt des Obersten Inspektors am Hof in Fulda war. Seine Mutter war Barbara Elisabeth Beck, eine geborene Motz. Seine Schulzeit begann der junge Ludwig Beck im Elternhaus in Hammelburg.
Erst für die höheren Studien zog er nach Würzburg, wo er im Haus Dalberg unterrichtet wurde. Nach Beendigung seiner Ausbildung begann er in Würzburg ein Studium der Logik, als Student ist er 1744 überliefert. Zwei Jahre später trat er, noch als Student, in die Abtei Münsterschwarzach ein. Sein Noviziat leistete er unter dem Novizenmeister Felix Hahn. Ludwig Beck legte am 10. Oktober 1747 sein Ordensgelübde ab.

### Studium und Professur
Gleichzeitig begann er ein theologisches Studium an der klostereigenen Hochschule. Daneben genoss er eine Ausbildung in Rechtsfragen und wurde als Historiker geschult. Hierauf folgte ein weiteres Studium in Würzburg, Beck kam im Haus Barthelme unter und studierte erneut zwei Jahre lang Jura und lernte mehrere Sprachen. Darauf absolvierte er seine Weihestufen innerhalb des Klosters: Am 10. September wurde er Diakon, die Priesterweihe empfing er am 20. Mai 1752.
Durch seine breite Bildung wurden ihm schnell wichtige Ämter inner- und außerhalb des Klosters übertragen. Bereits 1752 erhielt er ein Kurat, nun betreute er das Klosterdorf Düllstadt. Gleichzeitig wurde er in der Schule der Abtei Lektor und Dozent und übte diese Ämter fünf Jahre hindurch aus. 1758 wurde ihm die Ausbildung der Professen übertragen und Beck füllte das Amt des Novizenmeisters ein Jahr lang aus.
Im Jahr 1759 wurde Beck nach Fulda an die neu gegründete Universität berufen. Hier immatrikulierte er sich zunächst am 20. Februar 1760 an der Adolfsuniversität Fulda und promovierte am 25. August desselben Jahres als Doktor der Theologie. Daraufhin habilitierte er sich als „Professor Theologiae“. Dieses Amt füllte er 1760 bis 1764 aus. Während seiner Arbeit an der Universität promovierte er im Januar 1764 erneut, diesmal zum Doktor des Rechts, und übernahm fortan von 1764 bis 1773 den Lehrstuhl des Kirchenrechts.
Neben den Ämtern in der Hochschule der Stadt übernahm Beck auch repräsentative Aufgaben innerhalb der Fuldaer Bürgerschaft. Er wurde Sekretär des Fuldaer Fürsten, übernahm die Aufgaben eines Bücherzensors und erhielt am 21. Juli 1760 den Titel eines Wirklichen Geistlichen Rates. Über seine Rückkehr in die Abtei Münsterschwarzach ist nichts bekannt, nach dem Tod des Abtes Dominicus am 10. Juli 1773 weilte Beck allerdings noch nicht in Franken, sondern führte weiterhin seinen Lehrstuhl.

### Abt in Münsterschwarzach
Seine Abtswahl erfolgte am 28. Juli 1773 in Abwesenheit. Im zweiten Wahlgang erhielt er 16 Stimmen von insgesamt 30 Wählern und wurde so mit der denkbar knappsten Mehrheit zum Abt ernannt. Beck wurde, nach seiner Ankunft, am 28. Oktober 1773 konfirmiert. Seine Benediktion empfing er einige Tage später, am 31. Oktober 1773. Abt Ludwig förderte während seiner Amtszeit die Wissenschaften in der Universität, versagte jedoch bei der Entschuldung der klösterlichen Wirtschaftsbetriebe.
Die wirtschaftlichen Schwierigkeiten wurden ihm 1788 zum Verhängnis: In diesem Jahr entzogen die Herren des Klosters, die Fürstbischöfe von Würzburg, dem Abt die wirtschaftliche Leitung seiner Abtei und übertrugen diese Aufgabe seinem späteren Nachfolger Judas Thaddäus Sigerst. Zu diesem Zeitpunkt war Abt Ludwig bereits erkrankt und erhielt nun von seinem neuen Verwalter einige Taler, die für seine Gesundung verwendet werden sollten.
Am 4. Februar 1794 starb Ludwig Beck und wurde im linken Querschiff der Klosterkirche bestattet.

## Wappen
Das persönliche Wappen des Ludwig Beck befindet sich zum einen auf einem Siegel aus dem Jahr 1776. Zum anderen wurde es dem sogenannten „Calendarium“ als Schraffur zur Seite gestellt. Beschreibung: In Gold eine silberne Lilie. Auf dem Helm zwischen zwei Büffelhörnern eine Lilie.